# Haplopseustis
Haplopseustis es un género monotípico de lepidópteros perteneciente a la familia Noctuidae.  Su única especie:  Haplopseustis erythrias Meyrick, 1902, es originaria de  Queensland, Australia.

## Sinonimia
- Acnissa pyrrhias Turner, 1902